# Schandmal – Der Tote im Berg
Schandmal – Der Tote im Berg ist ein deutscher Kriminalfilm von Thomas Berger aus dem Jahr 2011.

## Handlung
Der junge Polizist Thomas Hafner ist ein passionierter Bergsteiger. Als er zu einem Einsatz gerufen wird, einen Toten aus einer Bergwand zu bergen, muss Haffner feststellen, dass der Mann nur schwer verletzt ist und noch lebt. Beim Rettungsversuch fällt der Mann jedoch in die Tiefe. Die anschließenden Mordermittlungen belasten Thomas Hafner sehr, denn er kannte den Mann. Daraufhin stellt das Dorf ihn als Mörder hin. Einzig Kommissarin Hanna Weiß glaubt an seine Unschuld. Als diese wenig später überfallen wird und Beweismaterial im Fall Hafner aus ihrem Zimmer entwendet wird, stellt sich den Ermittlern die Frage, wer dem jungen Polizisten schaden will. Der Vater von Thomas Hafner vergewaltigte einst die Ehefrau des tödlich Verunglückten. Hafners eigene Ermittlungen können eine Firma für Seilbahntechnik ermitteln, die in einen Skandal verwickelt war. Ebenso ermittelt er ein Handy-Foto von der letzten Bergtour des Todesopfers. Als auf dem Foto Polizist Aschauer erscheint, zückt dieser die Waffe. Nach einem Kampf und einem Schuss bleibt dieser liegen. Die Kommissarin sieht nun den Fall aufgeklärt und freut sich mit Hafner über dessen Freispruch.

## Hintergrund

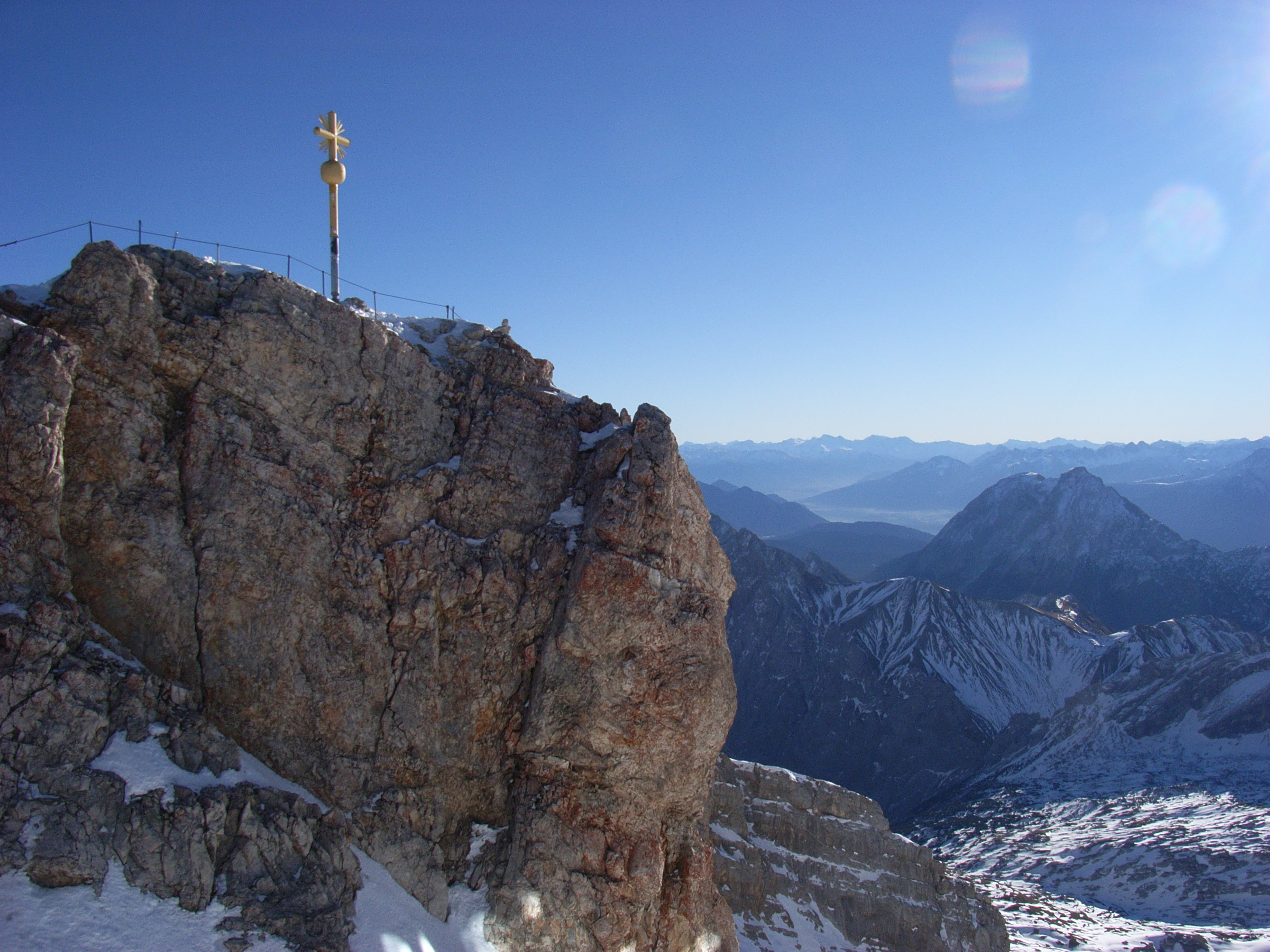
Zugspitze, einer der Drehorte des Films

Schandmal – Der Tote im Berg wurde vom 13. Juli 2010 bis zum 20. August 2010 an der Zugspitze, in Ehrwald und Umgebung gedreht. Produziert wurde der Film von der Network Movie für das ZDF.

## Kritik
Die Kritiker der Fernsehzeitschrift TV Spielfilm zeigten mit dem Daumen nach oben und vergaben für Anspruch und Action je einen, für die Spannung zwei von drei möglichen Punkten. Sie kommentierten den Film mit den Worten: „Die Story ist so dick aufgetragen wie eine bayerische Wurststulle, aber stark gespielt und fast ohne Hänger – für viele also schon drei Argumente einzuschalten.“ Fazit: „Wie die Alpen: solide und voller Abgründe“.